# Ignaczewo (rejon wołogodzki)
Ignaczewo (ros. Игначево) – wieś w Rosji, w rejonie wołogodzkim obwodu wołogodzkiego. W 2010 r. liczyła 37 mieszkańców.